# Gephyromantis plicifer
Gephyromantis plicifer är en groddjursart som först beskrevs av George Albert Boulenger 1882.  Gephyromantis plicifer ingår i släktet Gephyromantis och familjen Mantellidae. IUCN kategoriserar arten globalt som nära hotad. Inga underarter finns listade i Catalogue of Life.